# Андриј Проценко
Андриј Олексијович Проценко (укр. Андрій Олексійович Проценко; Херсон, 20. мај 1988) је украјински атлетичар, који се такмичи у скоку увис.

## Спортска биографија
За освојено друго место на Летњој универзијади 2013. и доприноса међународном угледу Украјине, Проценко је (25. јула 2013) Указом председника Украјине Виктора Јануковича одликован Орденом Данила Галичког.

## Значајнији резултати
| Година | Такмичење                             | Место                        | Пласман   | Резултат (м) | белешка                               |
| ------ | ------------------------------------- | ---------------------------- | --------- | ------------ | ------------------------------------- |
| 2007   | Европско јуниорско првенство          | Хенгело, Холандија           |           | 2,21         |                                       |
| 2009   | Европско првенство У-23               | Каунас, Литванија            |           | 2,24         |                                       |
| 2009   | Светско првенство на отвореном        | Берлин, Немачка              | 25.       | 2,20         |                                       |
| 2010   | Европско екипно првенство — Суперлига | Берген, Норвешка             | 3.        | 2,22         |                                       |
| 2010   | Европско првенство                    | Барселона, Шпанија           | 17. место | 2,19         | Архивирано на веб-сајту (6. јун 2012) |
| 2011   | Универзијада                          | Шенџен, Кина                 | 11.       | 2,18         |                                       |
| 2011   | Светско првенство на отвореном        | Тегу, Јужна Кореја           | 27.       | 2,21         |                                       |
| 2012   | Светско првенство у дворани           | Истанбул, Турска             | 15.       | 2,22         |                                       |
| 2012   | Европско првенство                    | Хелсинки, Финска             | =13.      | 2,23         |                                       |
| 2012   | Олимпијске игре                       | Лондон, Уједињено Краљевство | 9         | 2,25         |                                       |
| 2013   | Универзијада                          | Казањ, Русија                |           | 2,31 ЛР      |                                       |
| 2013   | Светско првенство на отвореном        | Москва, Русија               | 23.       | 2,22         |                                       |
| 2014.  | Светско првенство у дворани           | Сопот, Пољска                |           | 2,36         |                                       |
| 2014.  | Европско првенство                    | Цирих, Швајцарска            |           | 2,33         |                                       |
| 2019.  | Европско првенство у дворани          | Глазгов, Шкотска             |           | 2,26         | [ 2 ]                                 |
| 2022.  | Светско првенство                     | Јуџин, САД                   |           | 2,33         | [ 3 ]                                 |
| 2022.  | Европско првенство                    | Минхен, Немачка              |           | 2,27         |                                       |
| 2023.  | Европско првенство у дворани          | Истанбул, Турска             |           | 2,29         |                                       |

## Лични рекорди
| Дисциплина | Дисциплина   | Резултат | Место  | Датум         |
| ---------- | ------------ | -------- | ------ | ------------- |
| Скок увис  | На отвореном | 2,40 м   | Лозана | 13. јул 2014. |
| Скок увис  | У дворани    | 2,36 м   | Пољска | 9. март 2014. |